# Pinduszy
Pinduszy (ros. Пиндуши) – osiedle typu miejskiego w północno-zachodniej Rosji, w Republice Karelii, w rejonie miedwieżjegorskim. W 2005 roku liczyło ok. 5,2 tys. mieszkańców, głównie Rosjan.